# 卡纳拉
卡纳拉（法語：Canala，發音：[kanala]）是法国海外特殊集体新喀里多尼亞北部省的市镇，面积438.7平方千米，2019年1月1日人口为3,701人。

## 地理
卡纳拉（21°32'0"S, 165°57'0"E）面积438.7平方千米，位于法国海外特殊集体新喀里多尼亞。
与卡纳拉接壤的市镇（或旧市镇、城区）包括：拉福阿、萨拉梅阿、蒂奥、夸瓦。
卡纳拉的时区为UTC+11:00。

## 行政
卡纳拉的邮政编码为98813，INSEE市镇编码为98804。

## 政治
卡纳拉的现任市长为吉尔贝·久耶农（Gilbert Tyuienon）先生，任期为2020-2026年。

## 人口
卡纳拉于2019年1月1日时的人口数量为3701人。